# Филомат (град, Орегон)
Филомат (на английски: Philomath) е град в окръг Бентън, щата Орегон, САЩ. Филомат е с население от 3838 жители (2000) и обща площ от 3,3 km². Намира се на 85 m надморска височина. ЗИП кодът му е 97370, а телефонният му код е 541.